# Bauspargeschichtlicher Rundweg durch das Dorf Wüstenrot

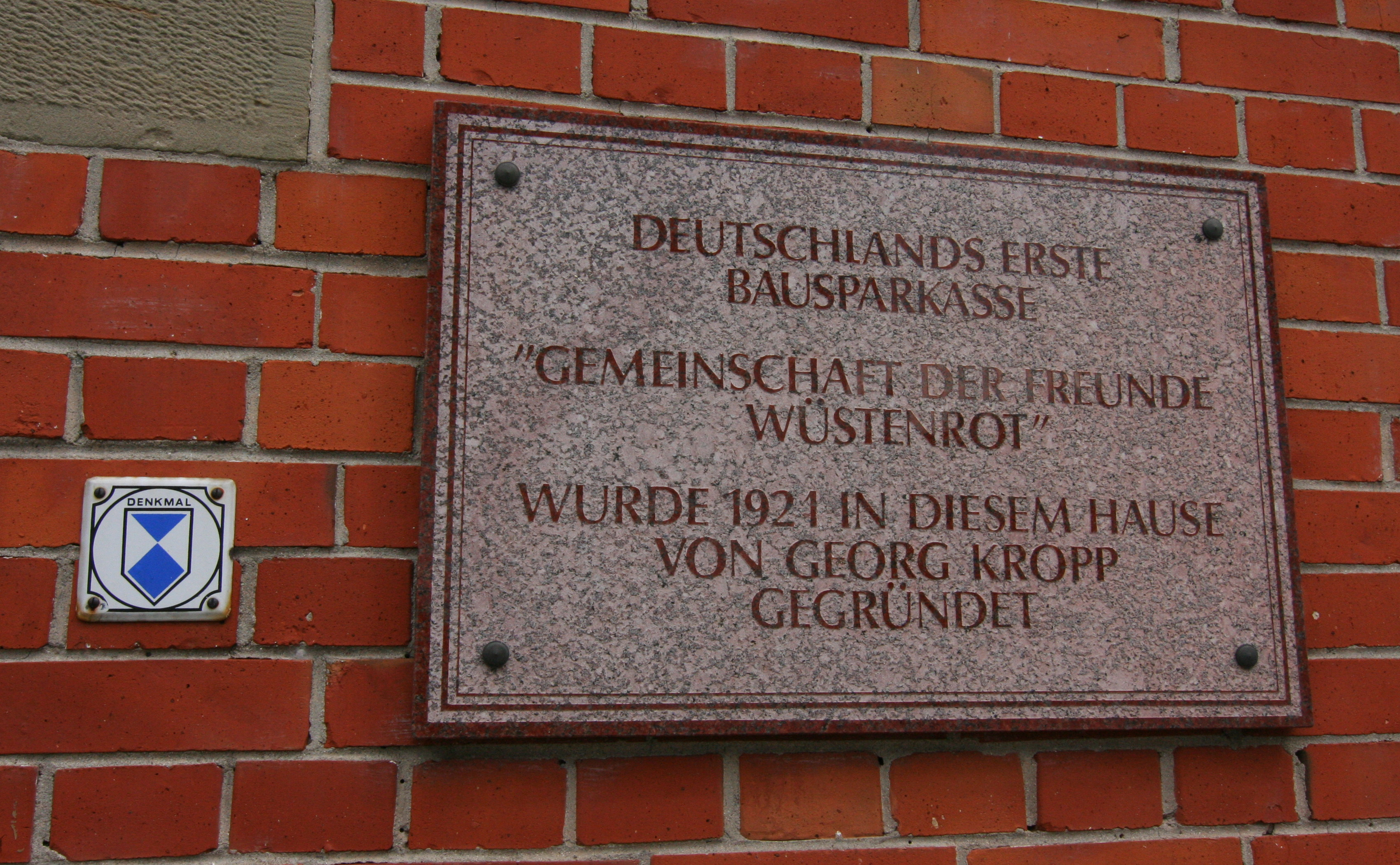
Gedenkstafel am Ausgangspunkt des Rundweges Haller Straße 3 mit Denkmalschutzschild

Der Bauspargeschichtliche Rundweg durch das Dorf Wüstenrot ist ein 1996 eröffneter zwei Kilometer langer und 13 Stationen umfassender Rundweg in Wüstenrot, der zwölf Gebäude, die in unmittelbarem Zusammenhang mit der Bauspargeschichte Wüstenrots stehen, passiert. Manche der Gebäude stehen unter Denkmalschutz. Die dreizehnte Station ist das Ehrengrab Georg Kropps, des Wüstenroter Ehrenbürgers und Begründers der Bausparkasse Gemeinschaft der Freunde Wüstenrot (GdF).

## Stationen

### Haller Straße 3 – Stammhaus der Wüstenrot▼49.0801805555569.461025

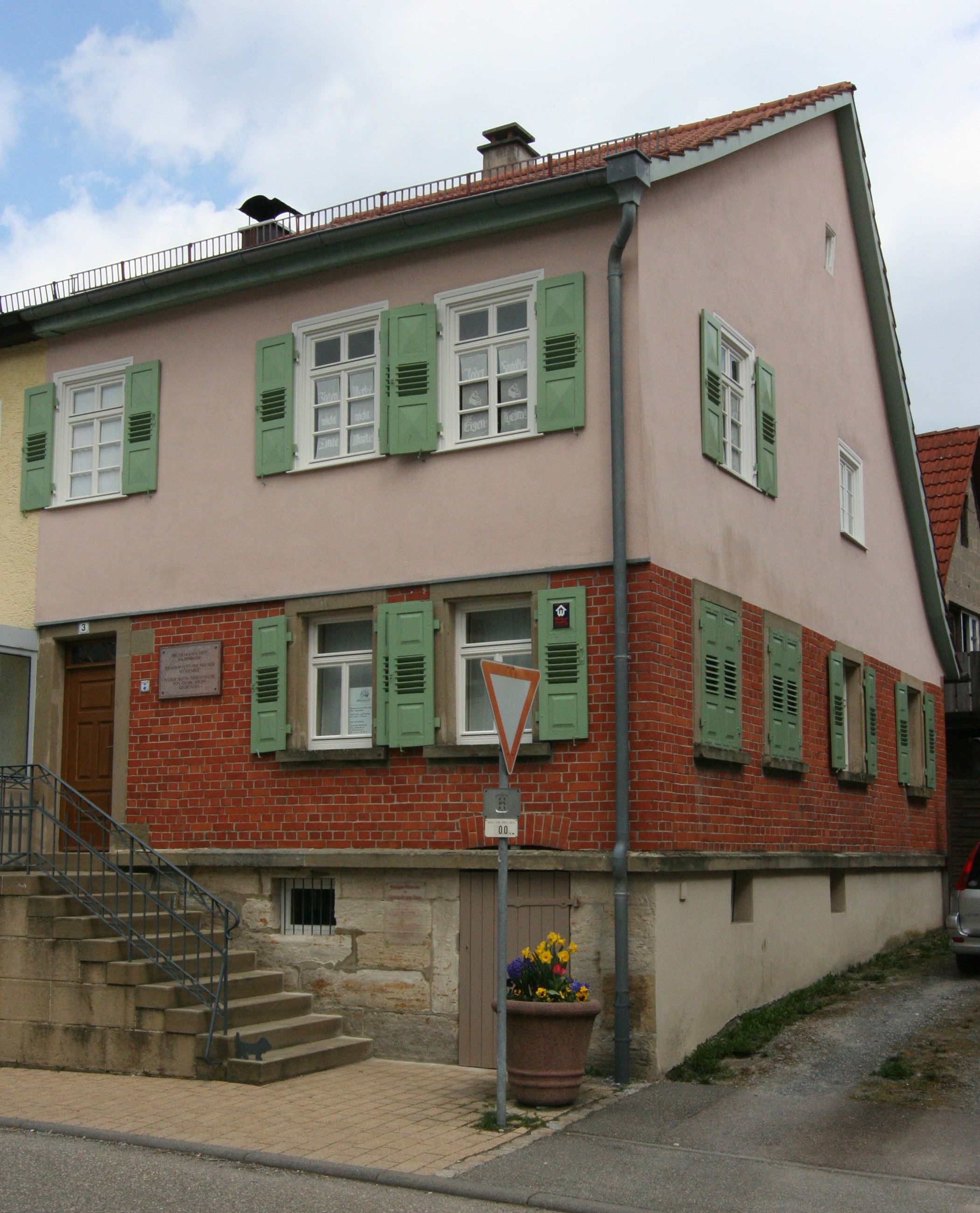
Haus Haller Straße 3

Das denkmalgeschützte Stammhaus Haller Straße 3, erstes Eigenheim der Familie Kropp, ist ein Doppelhaus einer früher typisch innerdörflichen Landwirtschaft in der Mittelgebirgslandschaft Mainhardter Wald. Seit 1984 ist das Gebäude eine Gedenkstätte für das Bausparen. Im Jahre 1995 wurde nach umfangreicher Renovation in dem Haus das Bauspar-Museum eröffnet. Es ist ein äußerlich schlichtes Haus, das sich in einer Seitenstraße der Hauptstraße erhalten hat.

### Haller Straße 31 – Haus Binder▼49.0790749.464335

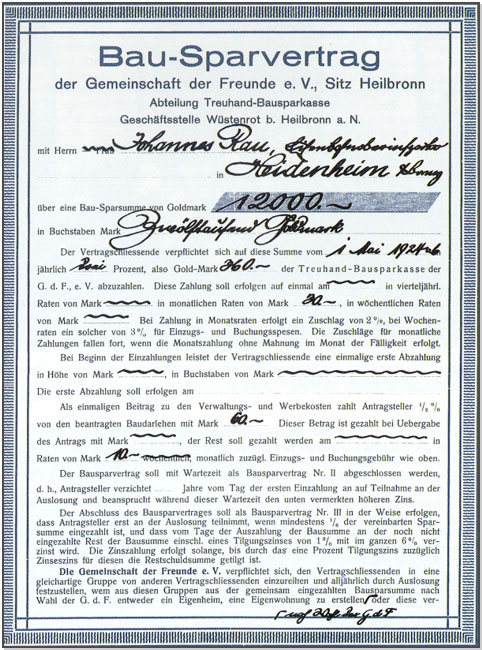
Josef Kümmels erster Vertrag

Der Steuersekretär a. D. und Ordensbruder der Guttempler Karl Binder baute mit GdF-Geldern vom 29. März 1926 das erste Eigenheim in Wüstenrot.
Das erste mit Baugeldern der Kasse finanzierte Haus stand aber nicht in Wüstenrot, sondern in Heidenheim an der Brenz. Am 7. April 1924 schloss Eisenbahnoberinspektor Johannes Rau aus Heidenheim den ersten GdF-Bausparvertrag ab. Diesen Vertrag trat er aus sozialen Gründen an den Postautofahrer Josef Kümmel ab. Kümmel wurde dann im November 1924 das erste Baugeld in Höhe von 10000 Mark zugeteilt. Mit diesem Geld wurde in der Robert-Koch-Straße 25 in Heidenheim das erste mit GdF-Geldern finanzierte Haus erbaut, das am 11. Juli 1925 eingeweiht wurde. An diesem Tag waren Georg Kropp, Staatssekretärin Mathilde Planck und eine größere Volksmenge anwesend. Karl Binder war wie Kropp und Ankele Mitglied des Guttempler-Ordens und 1921 Gründungsmitglied der GdF und war später bei ihr angestellt.
Im Jahre 1936 wurde der Reichsbund Deutscher Hausfrauen neuer Eigentümer des Hauses.

### Haller Straße 34 – Haus Haas▼49.0787059.46463
Das Haus Haas war das Haus von Heinrich Haas. Haas war von 1938 bis 1945 Mitglied der Geschäftsleitung der GdF. Nach der Verlegung der GdF nach Ludwigsburg veräußerte Haas das Gebäude an Georg Kropps Freund, den Pädagogen und Chronisten Carl Schönleber.

### Hauptstraße 11 – Altes Rathaus▼49.0807279.462482

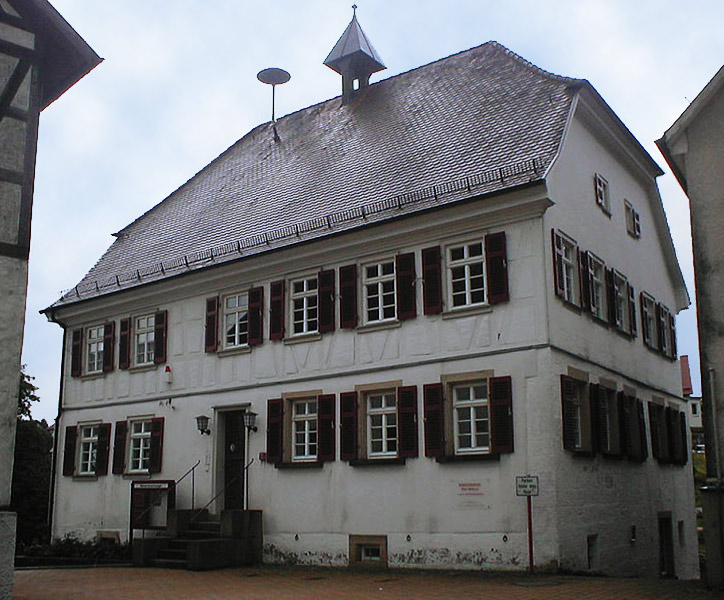
Altes Rathaus Wüstenrot

In der Hauptstraße 11 in Wüstenrot befindet sich heute das Bürgerhaus und Heimatmuseum der Gemeinde (Altes Rathaus). Von Januar bis Mai 1925 mietete Georg Kropp drei Räume im Erdgeschoss für die GdF an, nachdem die Räumlichkeiten in der Haller Straße 3 zu beengt geworden waren. Kropp selbst nahm im mittleren Zimmer Platz, damit er immer für seine Mitarbeiter erreichbar war. Das Gebäude ist ein Barockbau, wurde 1990 restauriert und hat innen eine Stuckdecke.

### Bethanien –Villa Daheim▼49.0823229.461522
Am 7. April 1925 erwarb die GdF von einem Fabrikanten aus Hamburg namens Löffelhardt das damals äußerlich villenartige Gebäude. Im Obergeschoss wohnte die Familie Kropp. Im Erdgeschoss waren Büroräume, im Park fanden bis Februar 1926 die Baugeldauslosungen statt. In den 1980er Jahren wurde das Gebäude mit einem Dienstleistungszentrum überbaut.

### Kroppstraße 2–4 –Direktorenvilla▼49.0830749.461388
Die GdF wuchs in der Mitte der 1920er Jahre gegen den allgemeinen Trend unaufhörlich und ließ zwei Häuser in Holzbauweise errichten, Haus 2 für die Direktion und Haus 4 für die Verwaltung. Im Innenraum sind die Gebäude heute noch in ihrer ursprüngliche Funktion als Büroräume erkennbar. Das Haus ist eine von mehreren repräsentativen „weitere[n] Direktorenvillen in der Kropp- und Wellingtonienstraße.“

### Lerchenstraße 1 – Neue Bausparkasse▼49.0853359.46216
Kroppkasse, NBK oder auch Neue Bausparkasse hieß das wenig erfolgreiche Konkurrenzunternehmen, das Kropp in den Jahren 1930 bis 1934 gründete und das hier in der Lerchenstraße seinen Sitz hatte. Verärgert über den Umzug des ihm aus den Händen geglittenen Unternehmens gründete Kropp die NBK, deren immobile Aktiva im Wesentlichen aus dem Zweifamilienhaus in der Lerchenstraße bestanden. Er führte einen Rechtsstreit gegen die Bausparkasse Wüstenrot und verlangte unter anderem die Herausgabe seiner Schreibmaschine, die noch heute im Bauspar-Museum in der Haller Straße 3 ausgestellt ist.

### Löwensteiner Straße 38 – Deutsche Erde▼49.0859439.462112
Diplom-Volkswirt Ernst Kimmerle und seine drei Töchter betrieben in diesem Haus die 1931 gegründete Bausparkasse Deutsche Erde. Kimmerle war ein früherer leitender Mitarbeiter von Georg Kropp. Im Jahre 1933 stellte die Deutsche Erde ihren Geschäftsbetrieb ein.

### Löwensteiner Straße 48 –Villa Kropps▼49.0873749.461758

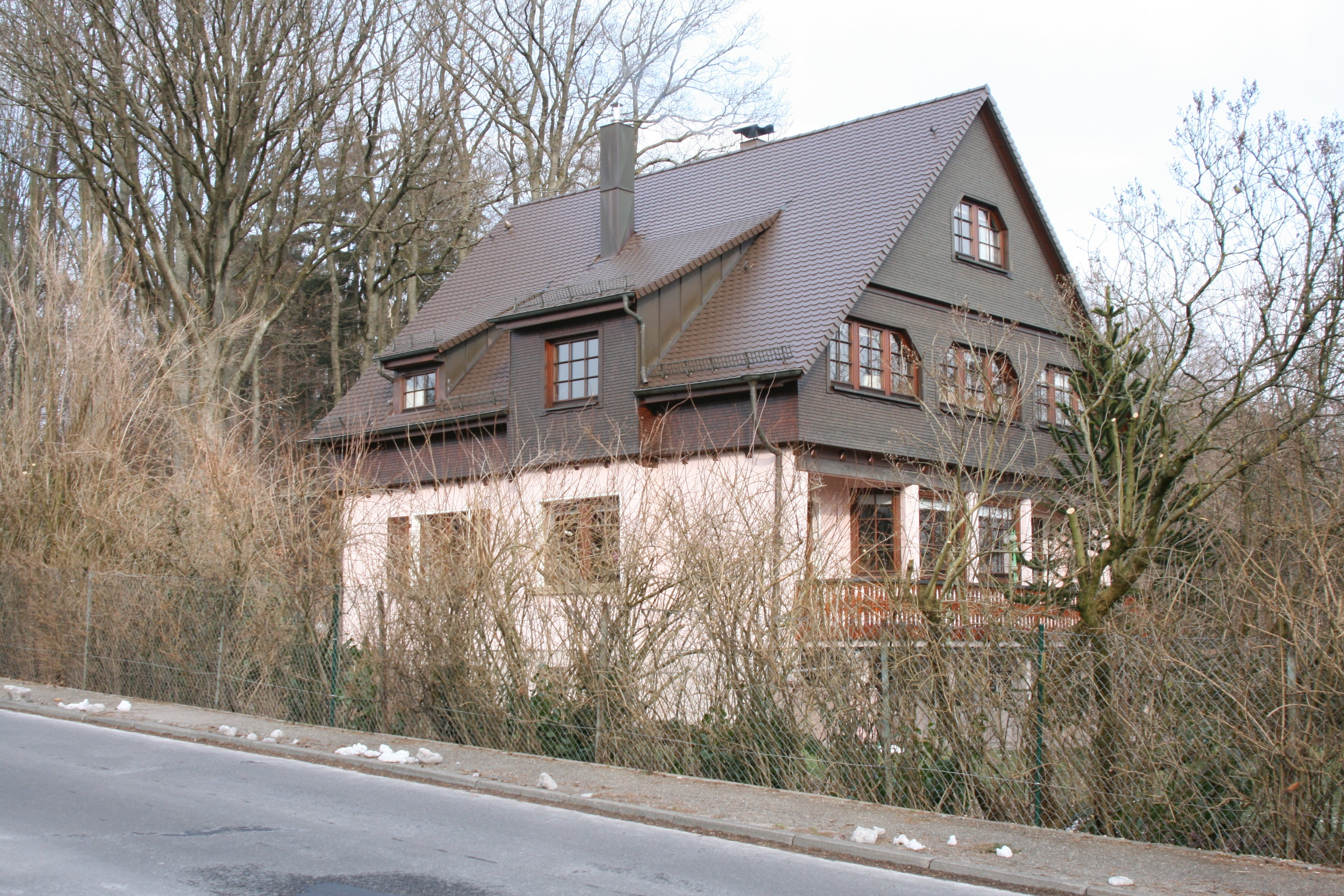
Villa Kropps

Das schmucke Haus wurde 1926/27 erbaut. Hier wohnten Georg Kropp und seine Frau Pauline bis zu Georg Kropps Tod in der Nacht vom 21. zum 22. Januar 1943 im Alter von 77 Jahren. Die Villa wurde von Gustav Daucher aus Stuttgart erbaut.

### Wellingtonienstraße 15 –Direktorenvilla(Haus Schuon)▼49.077059.4563
Geschäftsführer Hermann Schuon, der maßgeblich hinter der Sitzverlegung der GdF nach Ludwigsburg stand, wohnte hier in dem 1926 erstellten Haus. Er schied 1933 aus dem Unternehmen aus. Nach Kriegsende 1945 leitete er die GdF bis zum Jahre 1960. Das Haus ist eine von mehreren repräsentativen „weiteren Direktorenvillen in der Kropp- und Wellingtonstraße.“

### Wellingtonienstraße 19–21 – GdF Betriebswohnung▼49.0770349.455793
Im Jahre 1925 errichtete die GdF dieses giebelständige Doppelwohnhaus für verheiratete Mitarbeiter des Unternehmens mit Kindern. Das Haus hieß ab 1930 Haus Sonnenheil.

### Wellingtonienstraße 31 – Haus Ankele▼49.0769649.453601

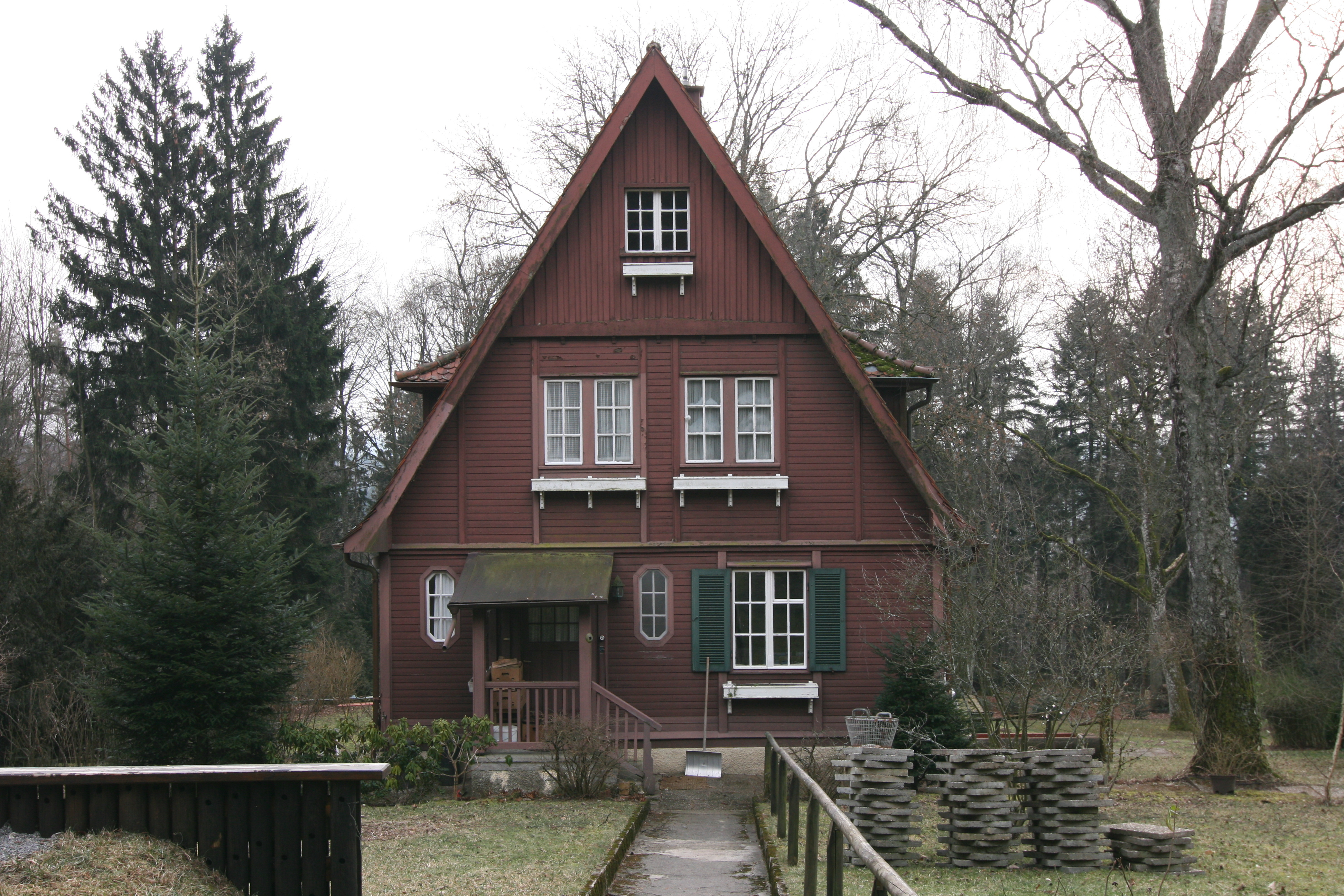
Haus Ankele

Postoberamtmeister Robert Ankele, Mitglied des Guttempler-Ordens und mit sieben weiteren Idealisten Gründungsmitglied der GdF, wohnte hier in der Wellingtonienstraße 31. Er war von 1926 bis 1929 und dann wieder von 1933 bis 1945 Aufsichtsrat der Bausparkasse.

### Haldenweg – Familiengrab und Ehrengrab Kropp (13)▼49.0780029.46271

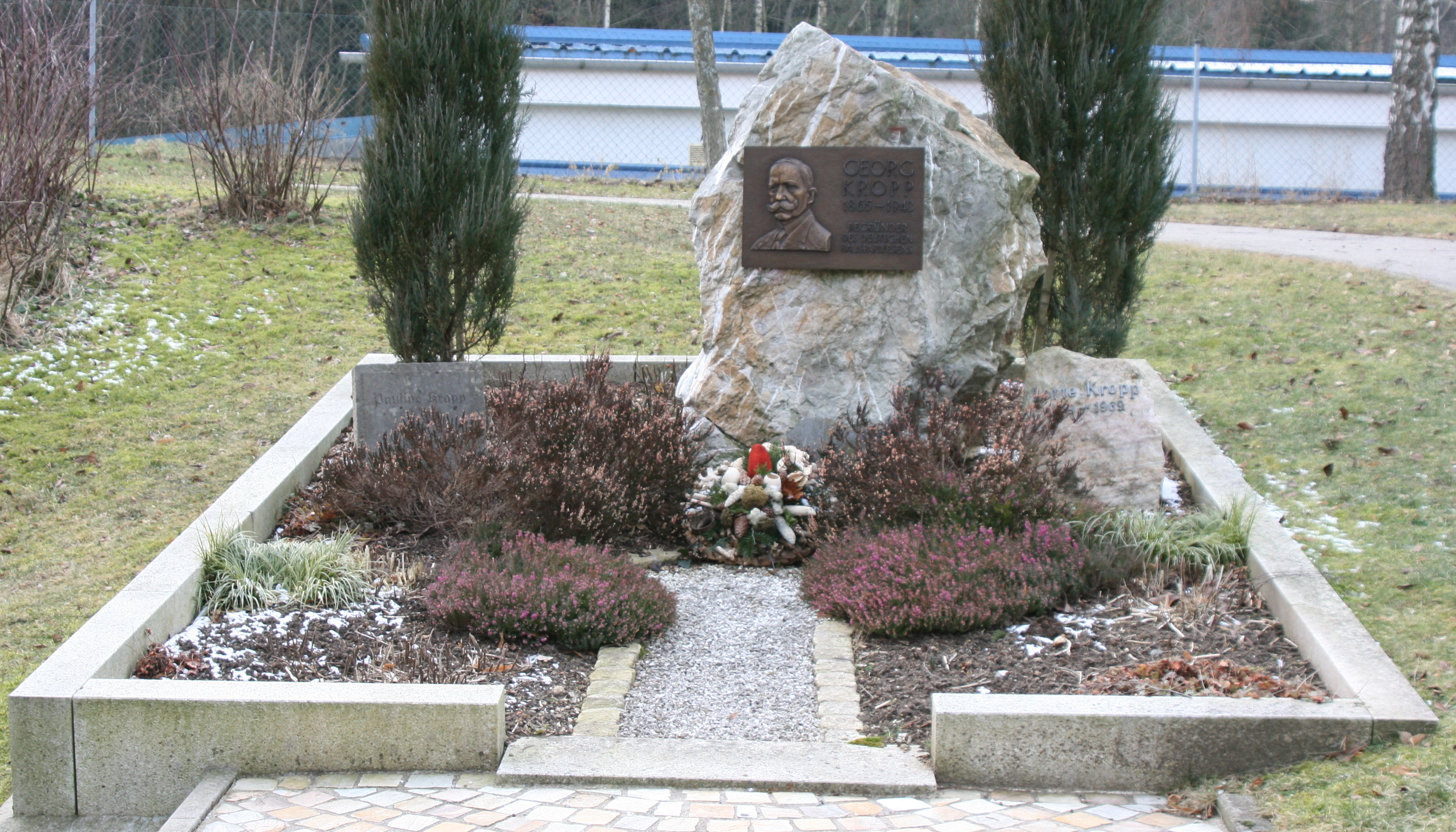
Familiengrab Kropp

Hier befindet sich das Familien- und Ehrengrab Georg Kropps. Der Grabstein ist ein Findling. Auf einer Steinplatte steht Kropps Wahlspruch Wille Sparen Gottvertrauen werden Vaterhäuser bauen. 1990 wurde dort eine Bronzetafel mit dem Flachrelief Kropps angebracht.